# Haiti i olympiska sommarspelen 1992
Haiti deltog i de olympiska sommarspelen 1992 med en trupp bestående av sju deltagare, men ingen av landets deltagare erövrade någon medalj.

## Friidrott
Herrarnas 100 meter
- Claude Roumain
- Omgång 1 — 11,07 sekunder (→ gick inte vidare)

Herrarnas 200 meter
- Claude Roumain
- Omgång 1 — 22,51 sekunder (→ gick inte vidare)

Herrarnas maraton
- Dieudonné Lamothe — 2:36:11 (→ 76:e plats)

## Judo
Herrarnas halv lättvikt
- Caleb Jean
- Omgång 1 — Besegrade Joseph Momanyi från Kenya
- Omgång 2 — Förlorade mot Dambiinyam Maralgerel från Mongoliet (→ gick inte vidare)

Herrarnas lättvikt
- Rubens Joseph
- Omgång 1 — Bye
- Omgång 2 — Förlorade mot Massimo Sulli från Italien (→ gick inte vidare)

Herrarnas halv mellanvikt
- Jean Alix Holmand
- Omgång 1 — Bye
- Omgång 2 — Förlorade mot Byung-Joo Kim från Sydkorea (→ gick inte vidare)

Herrarnas mellanvikt
- Hermate Souffrant
- Omgång 1 — Bye
- Omgång 2 — Förlorade mot Densign Emmanuel White från Storbritannien (→ gick inte vidare)

Herrarnas halv tungvikt
- Parnel Legros
- Omgång 1 — Bye
- Omgång 2 — Förlorade mot Radu Ivan från Rumänien (→ gick inte vidare)